# Autodesk Mudbox
Autodesk Mudbox — професійна графічна програма, призначена для моделювання високополігональної (англ. high poly) цифрової скульптури і текстурного фарбування 3D моделей. Надає фахівцям з моделювання та художникам по текстурах всі можливості для створення цифрових 3D об'єктів і 2D скетчів, найбільш наближено до роботи зі справжньою глиною і фарбами. Так само Mudbox використовується для створення карт нерівностей, карт нормалей, карт заміщення тощо.

## Історія
Спочатку програма створювалася в компанії Skymatter Ltd, вперше була використана для створення фільму «Кінг-Конг» режисера Пітера Джексона. В даний час Mudbox розробляється і підтримується компанією Autodesk.

## Можливості
Autodesk Mudbox — це програмне забезпечення, в арсеналі якого 3D пензлі високого дозволу, що дозволяють моделювати скульптури, які складаються з десятків мільйонів полігонів. Ця програма розроблена для задоволення професійних потреб художників і 3D модельєрів, які працюють у кіноіндустрії, розробників комп'ютерних ігор, дизайнерів і промислових проектувальників.

### Можливості Mudbox 1.0
Цифрова скульптура: легкі в поводженні скульптурні пензлі дозволяють художникам з великою точністю моделювати 3D геометрію будь-якої складності.
3D шари: 3D еквівалент багатошарових 2D зображень в таких графічних редакторах, як Adobe Photoshop, Corel Draw тощо, що дозволяє одночасно працювати з декількома шарами різної деталізації. Це дає можливість зберігати і повертатися до деталізації будь-якого рівня, комбінувати, змішувати, видозмінювати і маскувати шари.
Дружній користувальницький інтерфейс і зручне робоче простір значно скорочують час, необхідний для освоєння програми і однаково підходять як для дизайнерів, так і для митців у галузі мультимедіа.
Продуктивність: інноваційні технології дозволяють 3D художнику працювати швидко і ефективно навіть з самими складними за своєю будовою об'єктами складаються з мільйонів полігонів.
Мульти-дозвіл: технологія ієрархічного поділу, що дозволяє художникам отримувати високополігональні моделі з великою кількістю полігонів.
Запікання текстур: перенесення елементів зовнішнього вигляду об'єкта (дифузний колір, пряме освітлення, GI тощо) в текстури і їх автоматичний маппінг на поверхню об'єкта. Має широке поширення в ігровій індустрії, дозволяючи запікати не тільки дифузний колір об'єкту, але і карти зсуву (добавляющие рельєфність об'єкту). Mudbox дозволяє експортувати текстури високої якості (до 8000 пікселів) і зберігати 8, 16, і 32-бітові карти.
Селективна симетрія надає можливість зберігати індивідуальну симетрію для кожного шару.
Маскування дає можливість редагувати шари не порушуючи геометрії замаскованого шару. Діє подібно ластику з можливістю відновлення віддалених ділянок шару.
Менеджер шарів дозволяє дублювати шари, переміщати шаром вище або нижче, групувати і об'єднувати в один шар всі виділені, змінювати силу впливу шару тощо.
3D пензлі: Mudbox своєму розпорядженні великий набір скульптурних пензлів за допомогою яких можливий моделювання гладких опуклих і вдавлених поверхонь, зморшок, плоских поверхонь, згладжування, загострення тощо. За допомогою кривих Falloff можливо міняти гостроту пензля, роблячи її більш круглої або загостреною. Пензлі Stamps дозволяють залишати опуклі або вдавлені відбитки будь-якій поверхні, імітуючи шкіру рептилій, кам'янисту поверхню, штукатурку і багато іншого. За допомогою пензлів Stencils можна з легкістю моделювати нерівності з будь-якого завантажуваного зображення, інтерактивно змінювати його масштаб, обертати і переміщати по робочій області.
Криві лінії: діючи як напрямні, криві лінії надають повний контроль художника над створюваним мазком.
Локальна інтеграція полігонів дозволяє збільшувати або зменшувати кількість полігонів у виділеній області, з можливістю переходити з одного рівня на інший.
Режим згладжування нормалей дозволяє художнику працювати як з грубою сіткою (в цьому режимі чітко видно грані), так і з згладженої, що приховує всі нерівності.
Режим Draft візуалізації (Draft Render) різко підвищує продуктивність інтерактивної навігації для сцен з високою щільністю сітки.
Режим швидкого огляду завдяки оперативній роботі рушія тривимірної візуалізації, забезпечує високоякісне відображення 3D об'єктів в реальному часі.
Підтримка трикутних і многокутних граней. На відміну від інших програм, Mudbox дозволяє імпортувати і модифікувати 3D об'єкти, які з трьох-, чотирьох- і многокутних полігонів, з можливістю запікання текстур, збереженням структури сітки і ID вершин.
Камери Full 3D: Mudbox надає можливість художникам користуватися кількома 3D-камерами в одній сцені, плюс він підтримує імпорт і експорт існуючих камер між сценами. Камери можуть бути заблоковані або перетворені за допомогою введення з клавіатури. За допомогою 3D-камер можливе переміщення не тільки навколо об'єкта, але і всередині нього. Такі камери дозволяють виробляти будь-які дії над об'єктом, незалежно від напрямку відстані.
Підтримка мультисцен : 3D художники мають можливість створювати або імпортувати мультисцени, що складаються з персонажів, камер, джерел світла, текстур і матеріалів. Управляти кожним з них окремо, виділяючи, приховуючи, блокуючи, множачи кількість полігонів тощо.
Вбудований графічний браузер (Image Browser) з повною підтримкою 16 і 32-бітових зображень — дозволяє користувачам переглядати малюнки, використовувати їх як stamps, stencils або як зображення для 3D камер.

### Нові можливості Mudbox 2009
Інтерактивне відображення HDRI в робочому вікні.
Інтерактивне зміщення поверхні під час малювання.
Ефект Ambient Occlusion (імітація глобальної освітленості) із задіянням можливостей відеокарти.
Покращена сумісність з Autodesk 3ds MAX і Maya.
Поліпшені інструменти для малювання текстур.
Більш ергономічний інтерфейс і робочий простір.
У кожного скульптурного пензля тепер своя іконка, коротко показує призначення пензля.

### Нові можливості Mudbox 2010
Інтерактивне взаємодія з Adobe Photoshop: нові технологічні процеси роблять використання Mudbox з Photoshop простіше. Mudbox 2010 може імпортувати файли формату PSD для використання як шарів фарбування і навпаки експортувати файли формату PSD для подальшого редагування в Adobe Photoshop.
Більш тісна взаємодія з Maya, 3ds Max і Autodesk Softimage: Mudbox тепер підтримує технологію перенесення файлів Autodesk FBX, яка дозволяє художникам імпортувати та експортувати дані про сцену, що містять більше інформації, ніж стандартний файл формату OBJ. Забарвлення текстур, камери і плани можуть бути збережені завдяки високій точності передачі даних, що допомагає зберегти художникам час.
SDK: Mudbox 2010 представляє програмне забезпечення, засноване на мові С++, яке можна настроювати і використовувати для інтеграції програми у виробничий процес.
Нові інструменти та технологічні процеси для творчості: версія 2010 також включає нові пензлі, підтримку зміни порядку шарів, створення карт зміни оточення, нові фільтри перегляду, як наприклад можливість візуалізації зображень прямо з вікна перегляду, що робить Mudbox відмінним інструментом для презентацій.
У Mudbox 2010 з'явилися UV-згладжувач сумісні з візуалізатором RenderMan від компанії Pixar. Ця функція сприяє легкої інтеграції з Mudbox на виробництві.
Розумні пензлі у версії 2010 з'явилися «розумні пензлі», наприклад Dry brush, яка малює тільки в найвищих або в найнижчих ділянках рельєфного об'єкта. Пензель Clone Brush аналогічний до пензля Clone Stamp в Adobe Photoshop.

### Нові можливості Mudbox 2011
Новий покращений інтерфейс програми.
Малювання на поверхні UV розгортки тепер можливо малювання на поверхні UV розгортки, що полегшує процес малювання на складних ділянках об'єкту, до яких складно підібратися.
Новий набір пензлів у новій версії з'явилися такі пензлі як Dodge, Blur, Hue, Sponge, Invert, Contrast і ін характерні для програм компанії Adobe. За допомогою цих пензлів стають можливими багато маніпуляції з зображенням до цього доступні тільки в Adobe Photoshop.
Векторні карти заміщення (Vector Displacement Map) за допомогою цих карт стали можливими такі функції як збереження форми об'єкта з подальшим малюванням цих об'єктів, одним натисканням пензля.
Mudbox 2011 підтримує операційні системи Mac Os 64-bit і Windows 7.
Інструмент Pose tool для додання різних поз персонажам та об'єктам сцени.
Запис робочої сесії в новій версії можливо не тільки моделювати, але і записувати весь процес моделювання за допомогою вбудованого плеєра. Так само можна записати процес «обертання навколо об'єкта», що дозволяє побачити його з усіх боків. Записані відео файли зберігаються у форматі *.mp4.
Нові режими змішування шарів в Mudbox 2011 тепер підтримують чотири режими змішування — Multiply, Add, Screen і Overlay. Режими накладення контролюють взаємодію шарів для малювання і те, як вони, в кінцевому підсумку, будуть скомбіновані. Нова текстура Inscandescence визначає яскравість кольору незалежно від освітлення.
Покращена сумісність з Maya, 3ds Max, Softimage у версії 2011 стало можливим збереження сцен у форматі безпосередньо сумісному з програмою Maya, що дозволяє відкривати сцену в такому вигляді в якому вона була збережена в Mudbox.

### Нові можливості Mudbox 2012
Система PTex (Пітекс) це система текстурування, розроблена студією Walt Disney Animation Studios для візуалізації високої якості. Принцип роботи PTex полягає в збереженні параметричних даних (положення щодо сусідніх полігонів) про кожного полігоні об'єкта, що не потребує створення текстурних розгорток UVW і повністю усуває проблему зі швами.
Деформація текстур Stancils за допомогою цієї функції стало можливим деформувати і викривляти текстури. Принцип роботи подібний інструменту Warp в Adobe Photoshop.
Нові режими змішування до кількох існуючим доданий цілий набір з десятка інших режимів змішування, що значно розширює можливості накладення шарів.
Інтерактивне зміна кольору текстури виконується з використанням кривих, подібних інструменту Curves в Adobe Photoshop.
Шар прозорості в Mudbox 2012 з'явився шар прозорості Opacity, завдяки якому тепер стало можливим створення прозорих або напівпрозорих поверхонь імітують скло, тонкі напівпрозорі тканини тощо.
Інтерактивний обмін файлами з іншими 3D програмами в новій версії здійснено прямий обмін не тільки між Mudbox і Maya, але і з такими пакетами як 3ds Max і Softimage, що дозволяє обмінюватися файлами не закриваючи програм.
Функція Transfer Paint Layers (перенесення намальованих шарів) дозволяє переносити багатошарові текстури з одного об'єкта сцени на інший такого ж типу.
Симетрія кісток в 2012 версії стало можливим створювати симетричну систему кісток для додання різних поз об'єкту.
Редагування текстур стало можливим інтерактивне редагування текстурних карт у об'єктів із зміненим (щодо первісного) становищем на сцені.
Збереження поз в цій версії так само стало можливим збереження однієї і більше поз для об'єкта і швидкий перехід від однієї пози до іншої.
Нова функція пензля Grab тепер цей пензель здатний плавно і гнучко розтягувати поверхню модельованого об'єкта в різних напрямках.